# Los embajadores
Los embajadores —el cuadro se llama en realidad Jean de Dinteville y Georges de Selve— es una pintura de Hans Holbein el Joven, actualmente en la National Gallery de Londres. Es una de las obras maestras del pintor y de la pintura en general.
Triplemente importante por sus resonancias históricas, por su riqueza simbólica y por su excelencia plástica, incluye un raro objeto en primer plano que fue algo misterioso durante mucho tiempo. 
Fue en el siglo XX cuando un historiador del arte, Jurgis Baltrusaitis, descubrió que esta forma que ocupa el primer plano de la pintura es lo que se llama frecuentemente hueso de sepia, siendo de hecho una anamorfosis de un cráneo humano: esta pintura es una vanidad.

## El contexto político y religioso del año 1533
El paisaje político europeo de la época está dominado por cuatro figuras principales: los reyes de Francia Francisco I y de Inglaterra, Enrique VIII, el emperador romano germánico Carlos V (Carlos I de España) y el papa Clemente VII que moriría al año siguiente. A finales de octubre de 1532, Francisco I se reúne con Enrique VIII para tantear su apoyo contra el Imperio. Enrique VIII quiere que Francisco I use su influencia sobre el papa Clemente VII para resolver la cuestión de su divorcio de Catalina de Aragón, tía de Carlos V. Los encuentros son calurosos; Francisco ofrece a Ana Bolena (con quien Enrique VIII se desposará este mismo año) un diamante e invita al hijo natural de Enrique, el duque de Richmond, a seguir la misma educación que sus hijos en la corte de Francia.
Los cardenales inician negociaciones secretas con el papa para defender la posición de Enrique VIII, y el segundo hijo de Francisco I, duque de Orleans y futuro Enrique II, se promete con la sobrina del papa, Catalina de Médicis. La decisión del papa de publicar las bulas necesarias para el nombramiento de Thomas Cranmer como Arzobispo de Canterbury, parece indicar que los cardenales hicieron progresar la causa de Enrique VIII ante Clemente VII. El 25 de enero de 1533, Enrique se casa en secreto con Ana Bolena, ya encinta, y, al enterarse en marzo, Francisco se alegra ya que esto significa un distanciamiento creciente entre la casa de Inglaterra y la del Emperador, su principal enemigo, y un acercamiento importante con la casa de Francia. Después se precipitan los acontecimientos: el 23 de mayo, Thomas Cranmer, entonces ya arzobispo de Canterbury, sustituye al papa y anula el matrimonio de Enrique VIII con Catalina de Aragón. El 1 de junio, Ana Bolena es coronada en la abadía de Westminster. Finalmente, todo esto acarreará, el 23 de marzo de 1534, la excomunión de Enrique VIII por Clemente VII y el cisma entre la Iglesia de Inglaterra y la Iglesia de Roma. Durante este periodo, Francia atraviesa un proceso de confusión frente a las tesis luteranas.
En este contexto histórico, todo apunta a que cuando Jean Dinteville viaja a Inglaterra en febrero de 1533, las esperanzas de pactos entre Francia e Inglaterra sean elevadas; sin embargo no ocurre así a su regreso a Francia en noviembre del mismo año. Su presencia en Londres, así como la de su hermano François, obispo de Auxerre, embajador de Francia ante la Santa Sede, demuestran no obstante su papel central en las negociaciones entre Francisco I, Enrique VIII y el papa.

## El cuadro
La pintura representa a Jean de Dinteville (a la izquierda), embajador de Francia a Inglaterra. Hacia finales de 1533 (fecha en que Holbein firmó el cuadro), asistió, en representación del rey Francisco, como padrino, al bautizo de la hija de Ana y Enrique, Isabel. A la derecha se encuentra su amigo Georges de Selve, obispo de Lavaur, que ocasionalmente fue embajador ante el Emperador romano germánico, la república de Venecia y la Santa Sede. En la obra, ambos están acodados sobre una consola de dos tableros sobre la que hay dispuestos varios objetos relacionados con el quadrivium, las cuatro ciencias matemáticas entre las siete artes liberales: la aritmética, la geometría, la música y la astronomía. En el tablero superior puede verse una esfera celeste, objetos de medición del tiempo y un libro, dispuestos sobre una alfombra roja con complicados motivos geométricos. En el tablero inferior hay un globo terráqueo, dos libros, un laúd y cuatro flautas en un estuche. El plano posterior está ocupado por una cortina de terciopelo verde con un pliegue en la esquina superior izquierda que apenas permite ver un crucifijo, que a menudo no se ve en las reproducciones debido a su posición en el margen. El suelo está pavimentado con círculos y cuadrados, destacándose una forma difícilmente interpretable, pero que salta a la vista en tanto que parece que se halle fuera del espacio de la pintura; se ha llamado a menudo el hueso de sepia.
Jean de Dinteville está ricamente vestido con un abrigo de piel; en la mano lleva una daga en su estuche, donde está grabada su edad (29 años), y en la cabeza una boina de donde está colgado un broche representando un cráneo. Del negro de su indumentaria destacan el rojo de sus mangas y una cadena dorada que pende de su pecho con una medalla decorada con un ángel, prueba de su pertenencia a la Orden de San Miguel. Georges de Selve está totalmente vestido de negro, envuelto en un abrigo de piel. En la mano derecha lleva un par de guantes y en la cabeza un tocado. De Selve se dedicó en lo esencial de su sacerdocio a trabajar por la reconciliación en el seno de la Iglesia. La pintura parece pues inmortalizar la toma de posesión de un embajador francés recientemente nombrado en la corte de Inglaterra y la visita que le hace por este motivo a su amigo. La primera mirada que se hace a la pintura, una obra prácticamente cuadrada, de más de dos metros de lado, induce dos reflexiones: los dos hombres retratados, sujetos del cuadro, no ocupan el centro; están desplazados a los lados, enmarcando como un joyero un conjunto de objetos que a primera vista parecen dispares; a sus pies se encuentra un objeto extraño que parece no formar parte de la pintura, y que en todo caso ocupa el primer plano, como si Holbein hubiera usado este retrato para realzar, de entrada, otra cosa que no son los personajes que dan su nombre a la obra, uno de los cuales, Dinteville, fue quien la encargó.
La pintura parece, pues, que abunda en símbolos, indicaciones ocultas, referencias; todo esto cosas normales en la pintura del Renacimiento, que intentamos identificar, traer a la luz.
El cuadro, de tamaño natural, está pintado en óleo de linaza, con algunas partes en resina de pino para dar brillo, sobre 10 tablas de roble.
Se supone que el cuadro fue encargado por Jean de Dinteville, ya que estuvo en el château de la familia Dinteville en Polisy hasta que se lo llevaron a París en 1653. En 1787 fue subastado y adquirido por la casa de subastas Lebrun, quien lo vendió a Buchanon quien, a su vez, lo vendió en 1808-9 al conde de Radnor, en cuyo castillo de Longford permanecería hasta su venta a la National Gallery en 1890.

### El pavimento
El pavimento que está bajo los pies de los embajadores ha sido identificado como inspirado (con una importante simplificación) en dos pavimentos verdaderos que comparten un cierto parecido. El primero se encuentra en la abadía de Westminster y el segundo en res. Volveremos  luego sobre este simbolismo, cuando analicemos el hueso de sepia. 
De entre todos los elementos que conforman el cuadro, este pavimento es el que tiene la explicación simbólica menos segura. El pavimento de la abadía tenía una inscripción en letras de bronce, hoy perdida, en el cuadrado exterior del motivo, pero una transcripción del siglo XV permite reconstruir el texto (Christi milleno dis centeno duodeno / cum sexageno, subductis quatuor, anno, / tertius Henricus rex, urbs, Odoricus et abbas hos compegere porphyreos lapides) que fija la fecha de su ejecución en 1268, bajo el reinado de Enrique III de Inglaterra, e indica el nombre de su diseñador, el artesano mosaiquista romano Odoricus. Incluso si el significado preciso de este pavimento sigue permaneciendo en el misterio, ciertamente es la representación del macrocosmos, un esquema del universo, donde el círculo central simboliza a Dios y los cuatro círculos periféricos los cuatro elementos —fuego, tierra, agua y aire—; la elección de Miguel Ángel de colocar su creación de Adán encima de una representación semejante en la Capilla Sixtina no parece obra del azar. Se encuentra la misma esquematización simbólica del universo tanto en el techo de Rafael para la habitación de la Segnatura (Stanza della Segnatura) como en el plano de Tycho Brahe para su observatorio de Uraniborg.
Tenemos pues a dos hombres (el microcosmos) situados en el macrocosmos simbolizado por el pavimento, en consecuencia en el centro de la creación, encuadrando varios objetos de los cuales vamos a intentar conocer su significado.

### El tablero inferior

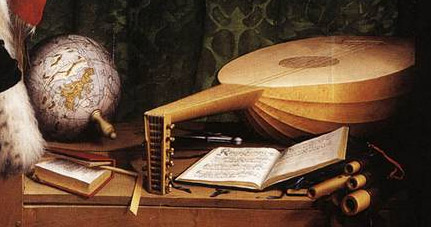
El tablero inferior (detalle del cuadro).

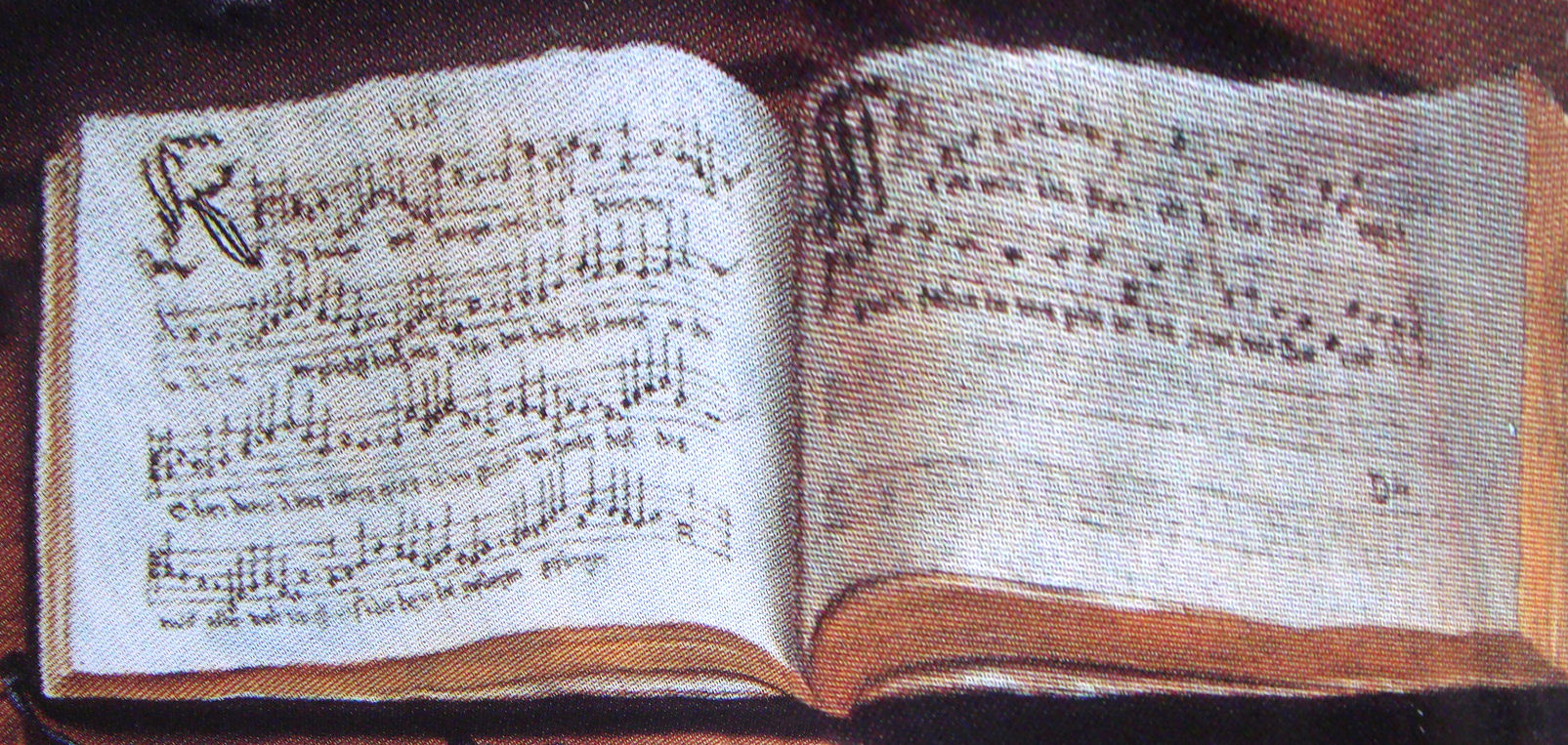
Himnario (detalle del cuadro).

Este tablero contiene varios objetos: un globo terráqueo, un libro de aritmética de Petrus Apianus, matemático y astrónomo de la universidad de Ingolstadt (Alemania), Eyn newe unnd wohlgründte underweysung aller Kauffmanss Rechnung in dreyen büchern (Un libro nuevo y fiable para aprender el cálculo y destinado a los comerciantes, 1527), mantenido abierto por una escuadra, un laúd con una cuerda rota, un himnario de himnos luteranos de Johannes Walther, Geistlich Gesangbuhli en su primera edición de 1524, completamente abierto sobre dos páginas y un grupo de flautas. Los objetos presentes en este tablero, que atañen a la geografía, las matemáticas y la música, están más orientados hacia la práctica de estas artes o técnicas que hacia su teoría.

#### El globo terráqueo
Muestra un cierto número de notaciones «geopolíticas», como la línea de división del mundo entre españoles y portugueses establecida por el papa Alejandro VI en el tratado de Tordesillas de 1494. La circunnavegación de Magallanes está dibujada en el globo. Se percibe también el Nuevo Mundo, en particular la costa brasileña. Sin embargo, Holbein introdujo algunas variaciones respecto al original: escribe «Pritannia» en vez de «Britannia» (Bretaña), quizás un recuerdo de su propia pronunciación defectuosa, pero sobre todo una de esas pinceladas de desorden que esmaltan la pintura y que simbolizan la confusión del mundo. Indica sobre el mapa de Francia la ubicación de Policy (actualmente Polisy), en el departamento del Aube, pero el error es probablemente intencionado puesto que se trata del dominio señorial de Dinteville donde debía instalarse el cuadro.
En el siglo XIX aparecieron unos gajos impresos que coinciden en gran medida con el globo dibujado por Holbein. Su propietario los identificó con un globo realizado por Johannes Schöner en Núremberg en 1523, pero esa teoría fue completamente refutada posteriormente.

#### El libro de aritmética
La simbología asociada al libro de Peter Apian es probablemente de dos tipos. Primeramente, el libro, para uso de los comerciantes y consagrado a la práctica de su oficio, marca la importancia de la emergencia de la burguesía en este periodo. Holbein hará, por cierto, retratos de ricos comerciantes. Se manifiesta también en esta práctica mercantil la aparición de nuevas herramientas puestas a disposición de un mayor número de personas gracias a la técnica revolucionaria en la época de la imprenta. El libro recuerda también que Georges de Selve desciende de una familia de comerciantes lemosines que amasó su fortuna durante el siglo XV y que ha permitido así a uno de los suyos alcanzar la posición de obispo. Foister recalca que la página legible empieza por la palabra Dividirt, doble sentido de división matemática pero también de división o desarmonía, tanto en la Iglesia como en el terreno político, lo que se presenta, en conjunción con otros elementos de la composición, como una de las claves del cuadro. En efecto, los escritos de Georges de Selve se hacen eco de sus inquietudes ante la división que sufre la Iglesia, la Reforma luterana, pero también ante la creación de la Iglesia anglicana, en el mismo país donde se pintó el cuadro. De Selve escribe, por ejemplo, un discurso destinado al rey de Francia y al Emperador romano germánico como llamamiento a la reconciliación.

#### El laúd
El tablero inferior tiene en su parte derecha tres objetos relacionados con la música: un laúd, un libro de salmos y algunas flautas dentro de un estuche que muestra un hueco. Baltrusaitis hace notar que este laúd parece extranjero, porque lleva una inscripción que reza Underweysung der Messung de Alberto Durero (1525) donde se muestra un dispositivo de trazado de objetos en perspectiva. Se puede ver el reconocimiento de la deuda de Holbein a la ciencia de la perspectiva, una aportación mayor del Renacimiento a la pintura, que permite al pintor ejecutar cuadros de un realismo impresionante. Además, una de las cuerdas está rota, lo que posiblemente simboliza, como el vacío en el estuche de las flautas, el periodo de confusión que la Iglesia vive en esta época, una armonía perdida.

#### El cantoral
El libro representado es el Geistlich Gesangbuhli, de Johannnes Walther, un libro de himnos sagrados cuya primera edición data de 1524. Igualmente que con el libro de aritmética, Holbein ha escogido presentar el libro abierto por dos páginas concretas que sin embargo no son consecutivas en la obra verdadera. La página de la izquierda muestra la traducción del primer versículo del himno «Veni sancte Spiritus», de Lutero, y la de la derecha la introducción a la Versión abreviada de los Diez Mandamientos, del mismo Lutero. Es altamente probable que la elección de este libro y la yuxtaposición de estas dos páginas sean intencionadas; sin duda el tema favorito de Lutero es la oposición entre la Ley, representada por los mandamientos, y la Gracia, simbolizada por el himno, una temática que parece haber sido próxima a las posiciones de Georges de Selve. Holbein explotará este tema en otras dos obras, como mínimo: en un retablo que se encuentra actualmente en la National Gallery of Scotland y en la portada de la biblia de Coverdale publicada en 1535.
Al fondo, se adivina un compás de punta seca (en inglés divider), que hace referencia a la división del libro de aritmética.

### El tablero superior

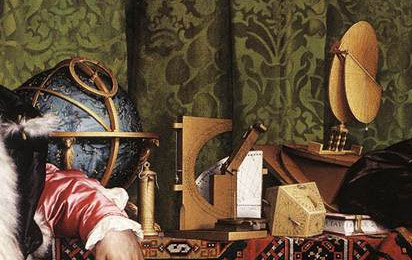
El tablero superior (detalle del cuadro).

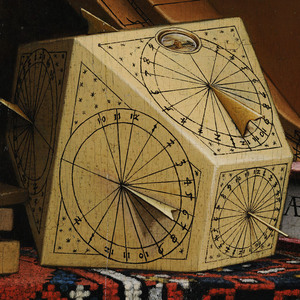
Detalle del reloj de sol con forma de poliedro.

En este tablero, se hallan dispuestos sobre una alfombra varios instrumentos astronómicos o de medición del tiempo. George de Selve apoya su codo sobre un libro en cuyo canto se lee la mención ÆTATIS SVÆ 25, que corresponde a la edad de Georges de Selve, que tiene 25 años en la primavera de 1533, y le quedan sólo siete años de vida. A la izquierda y cerca de Dinteville, se ve una esfera celeste que muestra las constelaciones con trazos de los seres mitológicos correspondientes.
Se distingue la constelación del cisne, anotada como GALACIA, quizá como alusión al nombre en latín de Francia, GALLIA. Y como revela una atenta observación del dibujo en la esfera, en lugar de un cisne hay un gallo que ataca a un buitre; se puede proponer entonces una especie de alegoría celeste: el gallo galo —Francia— ataca a sus enemigos y los hace huir.

#### El globo celeste
El globo no está regulado para representar el cielo a la latitud de 51° 30', que es la de Londres, donde se encuentran los dos hombres, sino para una latitud comprendida entre 42° y 43°, más característica de España —parte del imperio de Carlos V— o de Roma (41° 52'), por lo cual podría aludir a los desacuerdos políticos y religioso entre la corte inglesa y la Santa Sede. Hay que remarcar también el gran parecido con el que construyó en 1533 el astrónomo de Núremberg Johannes Schöner, que se encuentra actualmente en el Museo de Ciencias de Londres.

#### Los relojes de sol
En el tablero superior encontramos varios relojes de sol, también visibles en otra obra de Holbein, el Retrato de Nicholas Kratzer, pintado en 1528, cinco años antes. Uno de los relojes está regulado para una fecha, el 11 o el 15 de abril, siendo imposible concretarla. Como afirma Foister, no hay ninguna prueba de la presencia de Georges de Selve en Londres a principios de abril; no obstante el 11 de abril era el Viernes Santo de ese año y podría ser un vínculo simbólico entre el crucifijo y el libro de himnos. Cerca del codo de Georges de Selve hay un torquetum, instrumento descrito por primera vez por Ptolomeo que se volvió a fabricar en esta época, en particular por Peter Apian, que también era un renombrado fabricante de instrumentos.

### El cráneo y el crucifijo
La extraña figura en primer plano, a veces llamada hueso de sepia, intrigó durante mucho tiempo a los analistas del cuadro. Se trata de un cráneo deformado por una anamorfosis. Señálese que este tipo de imágenes deformadas estaba de moda en la Inglaterra de los Tudor; la National Portrait Gallery de Londres posee por ejemplo un retrato de Eduardo VI de Inglaterra por William Scrots que también contiene una deformación por anamorfosis que se corrige mirando la superficie del cuadro a través de un agujero en el marco.
Sin embargo esta deformidad también pudiera deberse a una licencia científica. Diversos historiadores del arte apuntan a que la forma de la calavera se debe a que el artista pintó el reflejo de la misma en la parte convexa de una cucharilla para el té.
Estos dos elementos, cráneo y crucifijo, conjugados evocan a muchos a San Jerónimo, como el de Joos van Cleve de 1525, y los de Durero, en particular el óleo sobre tabla de madera de 1521, actualmente en el Museu Nacional de Arte Antiga de Lisboa. En esta obra, la mirada de Jerónimo al cráneo sigue un eje muy próximo al que permite leer la anamorfosis del cráneo de Los embajadores. La asociación entre el cráneo y el crucifijo evoca la pasión de Cristo, el Gólgota —palabra hebrea que significa cráneo— y el calvario —calvaria en latín–. Por otra parte, es frecuente encontrar en las representaciones de la crucifixión un cráneo al pie de la cruz, sobre el que a veces se derrama la sangre de Cristo, que lava así, por su sacrificio, el pecado original.

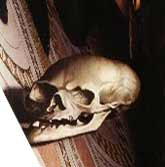
El cráneo, visto en anamorfosis (detalle del cuadro).

Nótese también que hohle bein significa en alemán «hueso hueco»; el cráneo podría entonces ser una referencia al nombre del artista, una especie de firma.
El contraste de este cráneo con el tema principal de esta pintura que representa a dos hombres importantes, un embajador de Francia ante la corte de Inglaterra cuyo hermano es también embajador ante el papado, y un obispo descendiente de una familia de ricos comerciantes, hace de ella una vanidad, una obra que simboliza que lo que es importante en la tierra no lo es en el reino de los cielos, que lo que se ha hecho en nuestra vida, la muerte lo deshace.
El crucifijo, medio escondido, en una posición intermedia entre lo que hay delante de la cortina, el mundo de los hombres, y lo que se esconde a su mirada, lo desconocido detrás del telón, simboliza la posición del Cristo intermediario entre aquí abajo y el más allá. Por otra parte, algunos ven en este cuadro la imposible representación de Dios.

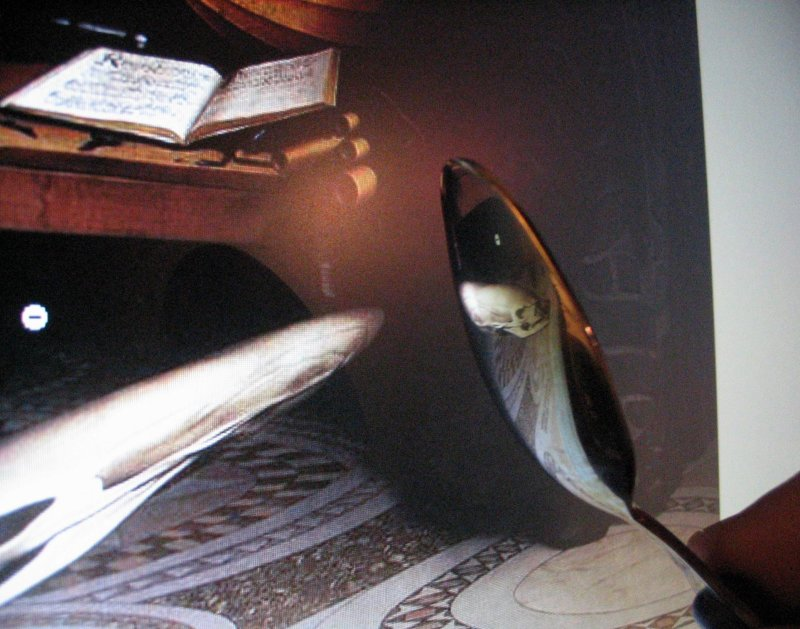
Uso de una cuchara para corregir la deformación (detalle del cuadro).

#### Cómo observar el cráneo
Para corregir la deformación del hueso de sepia y observar el cráneo sin usar medios informáticos, puede utilizarse el dorso de una cuchara. Se pone la cuchara en la parte superior del hueso, a la derecha. El dorso de la cuchara debe apuntar hacia la izquierda y ponerse perpendicular a la imagen del cuadro.
Colocando la mirada frente al dorso de la cuchara y modificando su orientación, se observa fácilmente el cráneo sobre la superficie de la cuchara. Si se tiene una versión impresa de la pintura, puede dirigirse la mirada en el plano formado por la hoja y corregir la perspectiva.

## Citas
Un objeto singular, parecido a un hueso de sepia, flota por encima del suelo: es la anamorfosis de un cráneo que se endereza cuando se pone cerca, arriba, mirando hacia la izquierda. Un sentido oculto y una solemnidad pesan gravemente en toda la escena.
Jurgis Baltrusaitis, Anamorphoses, ou Thaumaturgis opticus, Flammarion

Porque el secreto de este cuadro, del que os he explicado las resonancias, los parentescos con los vanitas, de este cuadro fascinante de presentar, entre los dos personajes engalanados y fijos, todo lo que recuerda, en la perspectiva de la época, a la fatuidad de las artes y las ciencias, el secreto de este cuadro se desvela en el momento en que, alejándonos lentamente de él, poco a poco, hacia la izquierda, y después volvemos, vemos qué significa el mágico objeto flotante. Refleja nuestra propia nulidad en la figura de la cabeza de muerto. Uso, pues, de la dimensión geométrica de la visión para atrapar al sujeto, insinuación evidente del deseo que, por tanto, permanece enigmático.
Jacques Lacan, Le séminaire, livre XI, Les quatre concepts fondamentaux de la psychanalyse, Seuil